# 瓊·塔特洛克
琼·弗朗西斯·塔特洛克（英語：Jean Frances Tatlock，1914年2月21日—1944年1月4日），美国精神科醫師、美國共產黨党员，党刊《西部工人》的记者、撰稿人。她也因与曼哈顿计划负责人、“原子弹之父”罗伯特·歐本海默关系暧昧而为人熟知。
琼的父亲约翰·斯特朗·佩里·塔特洛克是对古英语语文学领域颇有研究的学者，专门研究英国中世纪作者杰弗里·乔叟。
瓊毕业于瓦萨学院，其后就读于斯坦福医学院，走上精神科医生的道路。1936年，还是研究生的琼初识加利福尼亞大學柏克萊分校物理系教授罗伯特·歐本海默。然而根據友人回憶錄顯示，瓊塔其實是一位女同性戀者。在長期各方壓力的狀態下：對於自己性傾向的苦惱與壓力、與歐本海默事後涉及婚外情關係、再加上自己是共产党员，琼遭到美国联邦调查局严密监视，电话遭到窃听。最终琼患上重性抑鬱疾患，1944年1月4日用浴缸溺水自杀身亡，得年 29 歲。

## 早年生活
1914年2月21日，琼·弗朗西斯·塔特洛克在美国密歇根州安娜堡出生，是约翰·斯特朗·佩里·塔特洛克和妻子玛乔丽（Marjorie，本姓芬顿（Fenton））的小女儿。琼的哥哥名叫休（Hugh），是一名医生。琼的父亲则是密歇根大学英语系教授，研究古英语语文学，是英国中世纪作者杰弗里·乔叟、英国戏剧、诗歌及伊丽莎白时代文学的专家，著有大约60本相关领域的著作，包括1912年出版的《杰弗里·乔叟诗作全集》（The Complete Poetical Works of Geoffrey Chaucer）、1950年出版的《乔叟的思想与艺术》（The Mind and Art of Chaucer）。1915年至1925年，约翰在斯坦福大学英文系担任教授，1925年至1929年转任哈佛英文系教授，随后回到旧金山湾区，在加利福尼亞大學柏克萊分校担任英文教授。
琼·塔特洛克高中就读于马萨诸塞州剑桥的剑桥林奇和拉丁学校和伯克利的威廉姆斯学院（Williams College）。1930年，琼转学到瓦萨学院，1935年毕业回到伯克利，在斯坦福医学院完成前置课程，同时担任美國共產黨西岸分部党刊《西部工人》（Western Worker）的记者兼撰稿人。之后正式就读斯坦福医学院，希望成为精神科医生，最终成为1941届毕业生。毕业后在华盛顿圣伊丽莎白医院担任實習醫師，在锡安山医院（Mount Zion Hospital，现加州大学旧金山分校医学中心）精神科担任住院医生。

## 与歐本海默的情史
曾有一段时间，琼为自己的性取向感到苦恼，曾向一位朋友这样写道：“有那么一段时间，我觉得自己是同性恋。从某种程度上讲，我必须得承认这一点，但是从逻辑上讲，我不是去承认，因为我并不具备男人气质。”1936年，当时还是研究生的琼结识了当时还是加利福尼亞大學柏克萊分校物理系教授的罗伯特·歐本海默。两人是通过歐本海默的女房东玛丽·艾伦·沃什伯恩（Mary Ellen Washburn）认识的，当时沃什伯恩正在举办募款活动，以支持共产党有份扶植的西班牙第二共和国。
随后琼和歐本海默展开了一段富有激情的恋爱历程，期间歐本海默两次求婚，但被对方拒绝。琼被认为在1930年代末期让歐本海默了解到激进政治派别，认识参与或同情美国共产党及相关组织的人士，包括鲁迪·兰伯特和托马斯·艾迪斯。后来歐本海默与凱瑟琳·歐本海默相恋的时候，琼还和他保持往来，而凯瑟琳在1940年11月1日就已经和歐本海默结婚。1941年的新年，歐本海默和琼一起度过，之后两人还在旧金山的马克·霍普金斯酒店见面。
1954年安全听证会期间，歐本海默与琼好友的联系被当成了证明他是共产党的证据。在1954年3月4日写给美国原子能委员会主席肯尼斯·尼科尔斯少将的信中，歐本海默这样描述他与琼的关系：
1936年春，朋友向我介绍了大学英语系知名教授的女儿琼·塔特洛克。同年秋天，我开始向她求爱，我们的关系越来越亲密。我们至少有两次觉得我们关系亲密到可以结婚了，觉得我们可以订婚了。1939年至她去世的1944年，我很少去见她。她跟我说她是美国共产党党员。她与共产党的关系时好时坏，共产党从未给她想要的东西。我不认为她真的对政治感兴趣，她只不过是在爱这个国家，爱这个国家的人民，关心这些人民的生活。事实证明，她只不过是众多旅行者及共产党员的朋友，这当中许多人我在后来也认识。我不应该让大家觉得我完全是因为琼才结交的左翼朋友，不应该对这些迄今为止离自己这么遥远的事业产生同理心，包括西班牙保皇党的事业，以及对外来移民工人进行组织。我也说过其他一些我有参与过的事业，我喜欢建立新友谊的感觉。那时候，我觉得自己将会为我所处时代、为我的国家带来一些影响。

In the spring of 1936, I had been introduced by friends to Jean Tatlock, the daughter of a noted professor of English at the university; and in the autumn, I began to court her, and we grew close to each other. We were at least twice close enough to marriage to think of ourselves as engaged. Between 1939 and her death in 1944 I saw her very rarely. She told me about her Communist Party memberships; they were on again, off again affairs, and never seemed to provide for her what she was seeking. I do not believe that her interests were really political. She loved this country and its people and its life. She was, as it turned out, a friend of many fellow travelers and Communists, with a number of whom I was later to become acquainted. I should not give the impression that it was wholly because of Jean Tatlock that I made leftwing friends, or felt sympathy for causes which hitherto would have seemed so remote from me, like the Loyalist cause in Spain, and the organization of migratory workers. I have mentioned some of the other contributing causes. I liked the new sense of companionship, and at the time felt that I was coming to be part of the life of my time and country.
部分历史学家认为歐本海默在为曼哈顿计划奋战的时候，琼与他产生婚外情，其他人则断言歐本海默1943年6月中旬担任洛斯阿拉莫斯实验室主管后，两人只见过一面。1943年6月14日，歐本海默到伯克利聘请大卫·霍金斯担任他的行政助理。当天，歐本海默坐着琼的1935款绿色普利茅斯轿跑车，与琼来到一家墨西哥餐厅，之后在琼位于旧金山蒙哥馬利街1405号的寓所过夜。整个过程中，美军的特务都在外面的街道密切监视两人。这次见面中，琼向歐本海默示爱，希望永远留在他身边。但是这次见面过后，歐本海默就再也没有见过她。
伊迪丝·阿恩斯坦·詹金斯（Edith Arnstein Jenkins）回想起她与琼好友梅森·罗伯逊（Mason Robertson）的交谈，当中琼向梅森表示自己是女同性恋，有人据此推断琼与沃什伯恩之間存在恋爱关系。作为一名接受培训的精神科医生，她被要求接受精神分析，因此咨询了齐格弗里德·伯恩菲尔德，在1940年代，同性恋被认为是需要克服的病态状况，而这也可能导致她最终选择自杀。

## 逝世
琼晚年患有重性抑鬱疾患，在锡安山医院接受治疗。1944年1月5日下午1点，琼的父亲抵达她在蒙哥馬利街1405号的寓所。父亲按响门铃，但无人回应，随后从窗户爬进屋内。最终父亲在浴室发现了已经死亡的琼，当时她躺在一堆靠垫上，头埋在水半满的浴缸中。现场留有一张未签名的遗书，上面写着：
我恨透这一切了......对于爱过我、帮助过我的人，向你们致以我全部的爱与勇气。我想过活命，想过奉献，但不知为何，我麻木了。我用尽全力去理解，但就是力不從心......我觉得我這輩子都會造成他人的包袱——我所能做的，至少是為这个纷扰的世界免除一個麻木灵魂的負擔。

I am disgusted with everything... To those who loved me and helped me, all love and courage. I wanted to live and to give and I got paralyzed somehow. I tried like hell to understand and couldn't... I think I would have been a liability all my life—at least I could take away the burden of a paralyzed soul from a fighting world.

她的父亲找到她的信件，从中筛选出一些信件和照片，丟進壁炉裡烧掉。下午5点10分，他致电霍尔斯特德殡仪馆（Halstead Funeral Home），殡仪馆又致电警方。5点30分，警方在副验尸官的陪同下抵达现场。琼去世的时候，联邦调查局还在密切监视她，也還在窃听她的電話，所以第一个知道她自杀的人是联邦调查局局长約翰·埃德加·胡佛，他是通过電傳打字機得知的。随后湾区各大报纸报道了琼的死讯。
沃什伯恩向洛斯阿拉莫斯实验室的夏洛特·瑟伯尔发了一份电报，夏洛特利用自己是图书管理员的身份进入基地技术区（Technical Area），让她的丈夫、物理学家罗伯特·瑟伯尔向歐本海默传递琼的死讯。罗伯特来到歐本海默办公室的时候，歐本海默已经知道了琼的死讯。实验室的安全主管、皮尔·德席尔瓦上尉通过窃听及军方情报部门的口中了解消息，率先透露给歐本海默。琼曾跟歐本海默讲过英国诗人约翰·多恩的诗作，当中的《圣十四行诗》出现“三位一体”这个词，而歐本海默主导的首次核试验就叫“三位一体”，这从某种程度上是在向琼致敬。1962年，莱斯利·理查德·格罗夫斯向歐本海默查证“三位一体”的出处，从而引出了以下回覆：
|  | 是我提议的......至于我为什么会选这个名字，具体就不太清楚了，但我知道我脑子在想些什么，想的是约翰·多恩的诗，一首在他去世前写的诗。我知道，也喜欢这首诗，它是这么说的： 如同所有平坦的地图上，以及我自己身上， 西边和东边，都是连成一体的， 所以，死亡也触及着复活。 As West and East In all flatt Maps—and I am one—are one, So death doth touch the Resurrection. 还有一个，就是多恩更为著名的诗歌开头： 三一神啊，求祢破碎我的心 Batter my heart, three person'd God. |

1944年2月，法庭死因裁判裁定琼为“自杀，动机不明”。在尸检报告中，验尸官发现琼在死前不久吃得很饱，还服用了一些巴比妥类药物，但剂量未达到致死程度。另外，在她体内还发现了水合氯醛的痕迹，这种药物如果和酒混合在一起，可以产生一种名为“Mickey Finn”的迷醉药，不过琼血液内并没有酒精，但胰脏有出现过量饮酒造成的损伤。而身为在医院工作的精神科医生，琼可以轻而易举获得水合氯醛等镇静剂。验尸官推断死亡时间为1月4日下午4点30分，死因为“急性肺水腫，附带肺充血”，是在浴缸溺水时造成的。推断琼当时跪在浴缸旁，服用了水合氯醛，将头浸入水中。
历史学家及琼的哥哥休有时会猜测她的死是否真的是自杀，因为现场存在诸多疑点。阴谋论观点认为琼被曼哈顿计划的特務暗杀，这个说法据称得到1975年丘奇委員會的支撑，当中详细阐述了美国情报部门暗杀行动的细节。在电视剧《曼哈顿计划》及2023年上映的电影《歐本海默》中，都出现了琼被暗杀的场景，其中《歐本海默》的场景是一只戴着手套的手把她按在水里。有医生曾评论道：“如果你很聪明，想要杀人的话，这种方法不错。”
琼的父亲将琼的遗体送去火葬。

## 影视形象
在1980年电视迷你剧《歐本海默》中，琼由凯特·哈珀（Kate Harper）扮演；在1989年上映电影《胖子与男孩》中，由娜塔莎·李察遜扮演；在2023年上映、由克里斯托弗·诺兰执导的《歐本海默》中，是由佛蘿倫絲·普伊扮演。

## 脚注
1. 1 2  . Harvard College: Class of 1896 Thirty-fifth Anniversary Report (Norwood, Massachusetts: -Plimpton Press). June 1931, (VIII)  [2016-11-06].
2. 1 2  Streshinsky & Klaus 2013，第7頁.
3. 1 2  Kashner & MacNair 2002，第65頁.
4. ↑  Carnochan, W. Bliss. . . Stanford Historical Society. Winter/Spring 2002: 6  [2023-07-31]. （原始内容存档于2023-07-30）.
5. ↑  Hart, W. M.; Linforth, I. M.; B. H., Lehman. . University of California. 1948  [2016-11-04]. （原始内容存档于2023-07-25）.
6. ↑  Streshinsky & Klaus 2013，第23, 40–41, 51頁.
7. ↑  Streshinsky & Klaus 2013，第39頁.
8. ↑  Streshinsky & Klaus 2013，第60頁.
9. ↑  Streshinsky & Klaus 2013，第85頁.
10. ↑  Streshinsky & Klaus 2013，第94頁.
11. ↑  Streshinsky & Klaus 2013，第96頁.
12. ↑  Stanford University Yearbook — 1941, School of Medicine, Stanford University, p. 176.
13. ↑  Streshinsky & Klaus 2013，第140頁.
14. ↑  . University of California. 2006-10-23  [2016-11-04]. （原始内容存档于2011-06-13）.
15. ↑  Streshinsky & Klaus 2013，第76, 104頁.
16. ↑  Streshinsky & Klaus 2013，第68頁.
17. ↑  Streshinsky & Klaus 2013，第105頁.
18. 1 2  Streshinsky & Klaus 2013，第118頁.
19. 1 2 3  Herken 2002，第29頁.
20. ↑  Bird & Sherwin 2005，第114頁.
21. ↑  Streshinsky & Klaus 2013，第131, 138頁.
22. ↑  United States Atomic Energy Commission. . Yale Law School Lillian Goldman Law Library. 1954-05-27  [2023-07-25]. （原始内容存档于2023-07-21）.
23. ↑  Henry D., Smyth. . Yale Law School Lillian Goldman Law Library. 1954-06-29  [2023-07-25]. （原始内容存档于2017-10-02）.
24. ↑  . Internet Archive. Government Printing Office: 8. 1954  [2023-07-25].
25. ↑  Streshinsky & Klaus 2013，第143–144頁.
26. 1 2  Herken 2002，第101–102頁.
27. 1 2  Streshinsky, Shirley; Klaus, Patricia. . Huffington Post. 2013-11-04  [2017-01-27]. （原始内容存档于2017-02-02）.
28. 1 2 3  Wellerstein, Alex. . Restricted Data. 2015-12-11  [2017-01-10]. （原始内容存档于2023-07-25）.
29. ↑  Smith & Weiner 1980，第262頁.
30. ↑  Chafe 2002，第141頁.
31. ↑  Bird & Sherwin 2005，第232頁.
32. 1 2  Conant 2005，第193–194頁.
33. ↑  Bird & Sherwin 2005，第251-252頁.
34. ↑  Jenkins 1991，第28頁.
35. ↑  Bird & Sherwin 2005，第250頁.
36. ↑  Herken, Gregg. . American Journal of Physics. July 2003, 71 (7): 647. Bibcode:2003AmJPh..71..647H. doi:10.1119/1.1579499.
37. ↑  Serber & Crease 1998，第86頁.
38. ↑  Pais 2006，第36頁.
39. ↑  Thorpe 2006，第55頁.
40. ↑  Streshinsky & Klaus 2013，第192–194, 198–199頁.
41. 1 2  Bird & Sherwin 2005，第252頁.
42. ↑  Monk 2012，第386–387頁.
43. ↑  Herken 2002，第129頁.
44. ↑  Wellerstein, Alex. . The New Yorker. 2015-07-16  [2017-01-14]. （原始内容存档于2020-06-10）.
45. ↑  Rhodes 1986，第571–572頁.
46. ↑  Bird & Sherwin 2005，第251頁.
47. ↑  Bird & Sherwin 2005，第249–253頁.
48. ↑  Streshinsky & Klaus 2013，第192頁.
49. 1 2 3  Bird & Sherwin 2005，第253頁.
50. ↑  Rich, Katy. . Vanity Fair. 2023-07-21  [2023-07-25]. （原始内容存档于2023-11-11）.
51. ↑  . Find a Grave.   [2016-11-06]. （原始内容存档于2016-08-28）.
52. ↑  Shales, Tom. . The Washington Post. 1982-05-11  [2023-07-24].
53. ↑  Ebert, Roger. . Roger Ebert. 1989-10-20  [2023-07-24]. （原始内容存档于2023-02-06）.
54. ↑  Collis, Clark. . Entertainment Weekly. 2023-07-21  [2023-07-24]. （原始内容存档于2023-09-30）.
55. ↑  Moss, Molly; Knight, Lewis. . Radio Times. 2023-07-22  [2023-07-24]. （原始内容存档于2023-08-26）.